# Llista de topònims de Nefiac
Llista de topònims (noms propis de lloc) de Nefiac (Rosselló).
Informació actualitzada per un bot. Els canvis manuals es perdran quan s'actualitzi!

## muntanya
| imatge | Nom          | Ubicat a | instància de | Detalls | coordenades                                                     | Protecció | Commons (més fotos) | Dades a WD                    |
| ------ | ------------ | -------- | ------------ | ------- | --------------------------------------------------------------- | --------- | ------------------- | ----------------------------- |
|        | La Jaça      | Nefiac   | muntanya     |         | 42° 42′ 36″ N, 2° 38′ 54″ E / 42.709972°N,2.648278°E 299.6 msnm |           |                     | Modifica les dades a Wikidata |
|        | Puig Calbell | Nefiac   | muntanya     |         | 42° 42′ 21″ N, 2° 40′ 06″ E / 42.705972°N,2.668444°E 200 msnm   |           |                     | Modifica les dades a Wikidata |
|        | Roc Gran     | Nefiac   | muntanya     |         | 42° 42′ 30″ N, 2° 39′ 25″ E / 42.708278°N,2.656833°E 259.1 msnm |           |                     | Modifica les dades a Wikidata |

## riu
| imatge | Nom   | Ubicat a           | instància de | Detalls                                                   | coordenades | Protecció | Commons (més fotos) | Dades a WD                    |
| ------ | ----- | ------------------ | ------------ | --------------------------------------------------------- | --- | --------- | ------------------- | ----------------------------- |
|        | Bulès | Rosselló           | riu          | Desemboca: Tet Llarg: 34.67km                             | 42° 30′ 35″ N, 2° 34′ 35″ E / 42.50975°N,2.57631°E 42° 41′ 36″ N, 2° 42′ 44″ E / 42.6934°N,2.71234°E 1308.7 88 msnm |           | Boulès              | Modifica les dades a Wikidata |
|        | Tet   | Pirineus Orientals | riu          | Desemboca: mar Mediterrània Llarg: 115.8km Conca: 1369km² | 42° 42′ 48″ N, 3° 02′ 23″ E / 42.713333333333°N,3.0397222222222°E                                                   |           | Têt                 | Modifica les dades a Wikidata |

## Misc
| imatge | Nom                       | Ubicat a | instància de                          | Detalls | coordenades                                                                          | Protecció | Commons (més fotos)            | Dades a WD                    |
| ------ | ------------------------- | -------- | ------------------------------------- | ------- | ------------------------------------------------------------------------------------ | --------- | ------------------------------ | ----------------------------- |
|        | Estació de Nefiac         | Nefiac   | antiga estació de ferrocarril         |         | 42° 41′ 01″ N, 2° 39′ 52″ E / 42.68361111111111°N,2.6644444444444444°E 119 msnm      |           | Gare de Néfiach                | Modifica les dades a Wikidata |
|        | Menhir de la Juliana      | Nefiac   | menhir                                |         | 42° 42′ 42″ N, 2° 39′ 20″ E / 42.711556°N,2.655444°E 243.5 msnm                      |           |                                | Modifica les dades a Wikidata |
|        | Santa Maria de Nefiac     | Nefiac   | església                              |         | 42° 41′ 39″ N, 2° 39′ 59″ E / 42.69425°N,2.66636111°E 113 msnm                       |           | Église Sainte-Marie de Néfiach | Modifica les dades a Wikidata |
|        | casa de la vila de Nefiac | Nefiac   | instal·lació Ús: seu del govern local |         | 42° 41′ 40″ N, 2° 39′ 58″ E / 42.6944472559547°N,2.66605926266664°E fr:66170 NEFIACH |           | Town hall of Néfiach           | Modifica les dades a Wikidata |